# Nyírjákó
Nyírjákó is een plaats (község) en gemeente in het Hongaarse comitaat Szabolcs-Szatmár-Bereg. Nyírjákó telt 972 inwoners (2001).